# Ronnie Simpson
Ronald „Ronnie” Campbell Simpson (ur. 11 października 1930 w Glasgow, zm. 19 kwietnia 2004 tamże) – szkocki piłkarz grający na pozycji bramkarza.

## Życiorys
Debiutował jako 14-latek w lidze angielskiej, w barwach klubu Queen’s Park. Jako zawodnik Newcastle United dwukrotnie zdobywał Puchar Ligi.
Od 1960 występował w klubach szkockich, początkowo w Hibernian, następnie w Celticu Glasgow. Wraz z Celticem zdobył w 1967 Klubowy Puchar Europy, po pokonaniu w finale w Lizbonie Interu Mediolan 2:1. Było to pierwsze zwycięstwo klubu z Wysp Brytyjskich w najważniejszych europejskich rozgrywkach pucharowych w piłce nożnej.
Był w składzie reprezentacji Wielkiej Brytanii na igrzyskach olimpijskich w 1948 w Londynie, która zajęła 4. miejsce.